# An American Affair (EP)
An American Affair es el debut extended play (EP) del cantante y compositor español Juan Ricondo, producido y arreglado por Sean Hamilton, JD Salbego y Juan Ricondo. Fue publicado el 27 de diciembre de 2015. El sencillo principal, llamado "Solo Pienso en Ti", se publicó el 15 de abril de 2016.
El extended play (EP) incluye cuatro canciones y ha sido calificado como un álbum Pop. Fue publicado en formato CD, Vinilo y para Descarga digital. Para la promotion del EP, Ricondo lanzó un video musical oficial del sencillo "Solo Pienso en Ti". Todas las canciones fueron compuestas por Juan Ricondo.

## Lista de canciones
Todas las canciones de este álbum han sido escritas por Juan Ricondo. Producidas por Sean Hamilton, JD Salbego y Juan Ricondo 

| N.º | Título                            | Duración |  |
| 1.  | «We're not that different at all» | 2:37     |  |
| 2.  | «Solo pienso en ti»               | 2:49     |  |
| 3.  | «Losing You»                      | 3:16     |  |
| 4.  | «Such a fool with your heart»     | 3:48     |  |